# معادلة كاروثرز
في البلمرة المتدرجة النمو ، تعطي معادلة كاروثرز درجة البلمرة، Xn، للتحويل الجزئي لمونومر معين، p.
هناك عدة صور لهذه المعادلة، التي اقترحها والاس كاروثرز ، الذي اخترع النايلون في عام 1935.

## البوليمرات الخطية: مونومرين بكميات متساوية
تشير الحالة الأبسط إلى تكوين بوليمر خطي حصرًا عن طريق تفاعل (عادةً عن طريق تفاعل التكثيف) بين اثنين من المونومرات بكميات متساوية. ومن الأمثلة على ذلك تركيب النايلون-6،6 الذي تكون صيغته [−NH−(CH2)6−NH−CO−(CH2)4−CO−]_{n} من مول واحد من هيكساميثيلين ديامين، H2N(CH2)6NH2، ومول واحد من حمض الأديبيك، HOOC−(CH2)4−COOH. في هذه الحالة 
{\displaystyle {\bar {X}}_{n}={\frac {1}{1-p}}}
في هذه المعادلة:
- {\displaystyle {\bar {X}}_{n}} يمثل المتوسط العددي لدرجة البلمرة، وهو يعادل متوسط عدد الوحدات الأحادية في جزيء البوليمر. على سبيل المثال، في النايلون-6,6، {\displaystyle {\bar {X}}_{n}=2n} (n وحدات من الأحماض ثنائية الحمض وn وحدات من الأمينات ثنائية الأمين)
- {\displaystyle p={\tfrac {N_{0}-N}{N_{0}}}} يمثل مدى التفاعل (أو التحول إلى البوليمر)، ويعرف بالصورة التالية:

- {\displaystyle N_{0}} هو عدد الجزيئات الموجودة في البداية كوحدات أحادية
- {\displaystyle N} هو عدد الجزيئات المتبقية بعد مرور زمن معين، ويشمل جميع درجات البلمرة: الأحادية، قليلة الجزيئات، والبوليمرات

تظهر هذه المعادلة أن التحويل العالي للمونومر مطلوب لتحقيق درجة عالية من البلمرة. على سبيل المثال، لتحقيق درجة بلمرة {\displaystyle {\bar {X}}_{n}} = 50، يلزم تحويل المونومر، p، بنسبة 98%. و p = 99% مطلوبة لتحقيق {\displaystyle {\bar {X}}_{n}} = 100.

## البوليمرات الخطية: مونومر واحد زائد
إذا كان هناك مونومر واحد موجود بكمية زائدة متكافئة ، تصبح المعادلة 
{\displaystyle {\bar {X}}_{n}={\frac {1+r}{1+r-2rp}}}
- حيث r هو نسبة التفاعل المتكافئة للوحدات الأحادية، ويتم وضع الوحدة الأحادية الزائدة في المقام بحيث r < 1. إذا لم تكن أي من الوحدات الأحادية زائدة، فإن r = 1 والمعادلة تعود للحالة المتكافئة أعلاه.

إن تأثير المادة المتفاعلة الزائدة هو تقليل درجة البلمرة عند قيمة معينة من p. عند حدود التحويل الكامل لمونومر الكاشف المحدد ، p → 1 و
{\displaystyle {\bar {X}}_{n}\to {\frac {1+r}{1-r}}}
وبالتالي، بالنسبة لفائض قدره 1% من أحد المونومر، فإن r = 0.99 ودرجة البلمرة الحدية هي 199، مقارنة باللانهاية للحالة المتساوية المولية. إذًا يمكن استخدام فائض أحد المتفاعلات للتحكم في درجة البلمرة.

## البوليمرات المتفرعة: مونومرات متعددة الوظائف
وظيفة جزيء المونومر هي عدد المجموعات الوظيفية التي تشارك في البلمرة. ستؤدي المونومرات ذات الوظيفة الأكبر من اثنين إلى التفرع في البوليمر، وستعتمد درجة البلمرة على متوسط الوظيفة fav لكل وحدة مونومر. بالنسبة لنظام يحتوي على N0 جزيئات مبدئيًا وأعداد مكافئة من المجموعتين الوظيفيتين A وB، فإن العدد الإجمالي للمجموعات الوظيفية هو N0fav.
{\displaystyle f_{av}={\frac {\sum N_{i}\cdot f_{i}}{\sum N_{i}}}}
ومعادلة كاروثرز المعدلة هي 
{\displaystyle x_{n}={\frac {2}{2-pf_{av}}}} حيث p يساوي {\displaystyle {\frac {2(N_{0}-N)}{N_{0}\cdot f_{av}}}}

## المعادلات ذات الصلة
ترتبط بمعادلة كاروثرز المعادلات التالية (لأبسط حالة من البوليمرات الخطية المتكونة من اثنين من المونومرات بكميات متساوية):
{\displaystyle {\begin{matrix}{\bar {X}}_{w}&=&{\frac {1+p}{1-p}}\\{\bar {M}}_{n}&=&M_{o}{\frac {1}{1-p}}\\{\bar {M}}_{w}&=&M_{o}{\frac {1+p}{1-p}}\\PDI&=&{\frac {{\bar {M}}_{w}}{{\bar {M}}_{n}}}=1+p\\\end{matrix}}}
حيث:
- Xw هو متوسط درجة البلمرة بالوزن،
- M n هو متوسط الوزن الجزيئي للعدد،
- M w هو متوسط الوزن الجزيئي للوزن،
- M o هو الوزن الجزيئي لوحدة المونومر المتكررة،
- Đ هو مؤشر التشتت. (المعروف سابقًا باسم مؤشر تعدد التشتت، الرمز PDI)

تظهر المعادلة الأخيرة أن القيمة القصوى لـ Đ هي 2، والتي تحدث عند تحويل المونومر بنسبة 100% (أو p = 1). وهذا ينطبق على بلمرة النمو التدريجي للبوليمرات الخطية. بالنسبة لبلمرة نمو السلسلة أو البوليمرات المتفرعة ، يمكن أن تكون Đ أعلى بكثير.
في الممارسة العملية، يكون متوسط طول سلسلة البوليمر محدودًا بأشياء مثل نقاء المتفاعلات، وغياب أي تفاعلات جانبية (أي العائد العالي)، ولزوجة الوسط.